# Guillaume de Fontenay
Guillaume de Fontenay, né le 6 mars 1969 à Montréal (Québec), est un réalisateur, scénariste et metteur en scène canadien et français.

## Biographie
Guillaume de Fontenay commence sa carrière au théâtre en tant qu’assistant-metteur en scène de Gilles Maheu au sein de la compagnie Carbone 14, notamment pour la création du Dortoir, de La Forêt et de Vingt Ans,.
Il fonde par la suite sa compagnie de théâtre Ex-Voto (1992-97), avec laquelle il créera Matrochka, spectacle sur la multiplicité de l’être, et Le Labyrinthe, création sur le parallélisme des vies et de leurs quêtes.
À partir de 1996, Guillaume de Fontenay réalise des films publicitaires en Amérique et en Europe. Plusieurs de ses publicités ont été récompensées par des prix internationaux, notamment, un Clio Award à New-York et un Lion de Bronze au Festival international de la créativité Cannes Lions en 2015 pour « Tied » (Société de l’assurance automobile du Québec - SAAQ), lg2, trois prix Or et un grand prix au Cassies Awards 2006 pour « Lait au Chocolat » (Les Producteurs de lait du Québec), BBDO, trois Silver Screen Award, dont un pour la meilleure réalisation, au US International Film and Video Festival of Chicago 2002 pour « Ride » (Bombardier), Cramer-Krasselt, et un Golden Bell of Creative Excellence du Ad Council en 2012 pour la campagne FEMA, Leo Burnett Chicago. 
En 2000, il remporte avec Hugo Gagnon, architecte, la plus haute distinction de l’Institut de Design de Montréal pour l’aménagement des espaces de bureau de Galafilm Productions[réf. nécessaire]. 
Le Musée des beaux-arts de Montréal lui confie, en 2008 la scénographie de la première exposition consacrée au rôle de la musique dans l’œuvre et la vie d’Andy Warhol dirigée par Stéphane Aquin, où plus de 640 œuvres, objets, peintures, photos, installations et films y sont présentés. L’exposition Warhol Live!, en partenariat avec The Andy Warhol Museum de Pittsburgh et le Fine Arts Museums of San Francisco, est présentée pour la première fois à Montréal en 2008. 
Il réalise en 2012 un court métrage, Le Retour Triptyque, inspiré par le travail de David Lynch, Lars Von Trier et Tarkovski, dans la musique répétée d’Angelo Badalamenti. Le film est sélectionné par la SODEC pour être présenté au Festival international du court métrage de Clermont-Ferrand (2013). Il est également présenté dans divers festivals au Canada, aux États-Unis et en Europe. Le court métrage est vendu et diffusé sur TV5 et TFO. 
À partir de 2005, de Fontenay s'attache à réaliser son premier long métrage Sympathie pour le diable. Produit par Go Films, Monkey Pack Films et Canal+, le tournage débute en février 2018 à Sarajevo. Drame historique inspiré des récits du journaliste de guerre Paul Marchand sur le siège de Sarajevo, il en écrit le scénario avec Guillaume Vigneault et Jean Barbe et avec la collaboration de Paul Marchand. Le casting réunit Niels Schneider, Vincent Rottiers et Ella Rumpf. Sympathie pour le diable est présenté en avant-première dans le cadre du festival Prix Bayeux Calvados-Normandie des correspondants de guerre, en France (2019). Il est également en sélection officielle dans plusieurs festivals, dont notamment au Waterloo Historical Film Festival, en Belgique (2019), à la Mostra de Valencia, en Espagne (2019), au Arras Film Festival, en France (2019), au Festival de Cinéma Jean Carmet, en France (2019), au Sao Paulo International Film Festival, au Brésil (2019), au Festival Rencontres du cinéma francophone en Beaujolais, en France (2019) et au Festival Cinémania, au Canada (2019). Le film remporte plusieurs prix au Festival international du film de Saint-Jean-de-Luz, et au Waterloo Historical Film Festival.
Guillaume de Fontenay travaille présentement sur un long métrage, Tazmamart, inspiré du livre d’Aziz BineBine « Tazmamort ». Le scénario est écrit par Jean Barbe et Guillaume de Fontenay, avec la collaboration d’Aziz BineBine. Produit par Monkey Pack Films, c’est le témoignage d’un cauchemar carcéral moderne. Aziz BineBine est l’un des rares survivants du bagne de Tazmamart, où il a passé 18 ans dans un caveau en béton de deux mètres sur trois, sans jamais voir la lumière du jour.
À titre de réalisateur, il a également travaillé à l’écriture du scénario de Bras coupé, inspiré du livre de Bernard Assiniwi, avec Marcel Beaulieu, Jean Barbe et Dominique Desrochers. En 1870, cette chronique raconte l’histoire dramatique d’une confrontation inhabituelle entre un trappeur Algonquin et des colons anglais et français dans le Nord canadien.
Il est membre de la Directors Guild of America (DGA).

## Filmographie
- 1996 : Rut, une adaptation de L'Homme assis dans le couloir de Marguerite Duras[réf. nécessaire]
- 2013 : Le Retour Triptyque (court métrage)[26]
- 2019 : Sympathie pour le diable
- 2025 : Badh

## Théâtre

### Assistant metteur en scène et metteur en scène
- 1987 : La Grande-duchesse de Gérolstein, Opéra royal de Wallonie, Liège, Belgique, mise en scène par Luc Dessois
- 1989 : La Femme aux Chrysanthèmes, Montréal, une création de Guillaume de Fontenay
- 1990 : Mort à crédit de Louis-Ferdinand Céline, Montréal, une mise en scène de Guillaume de Fontenay

- 1993 : Matrochka, Monument National, Montréal, une création de Guillaume de Fontenay
- 1994 : La Forêt, une création de Gilles Maheu, Carrefour international de théâtre, Québec, Festival Internacional Cervantino (en), Mexique, National Theatre Company of Mexico (en), Mexique, Espace Libre, Montréal
- 1995 : Vingt Ans, une création de Gilles Maheu, Usine C, Montréal

### Acteur
- 1990-1991 : : Rivage à l'abandon, une création de Gilles Maheu inspiré des textes de Heiner Müller et présenté au Musée d'art contemporain de Montréal et au Théâtre de Liège, Belgique [27]

## Scénographie
- 2009 : Warhol Live!, Musée des beaux-arts de Montréal [5]

## Distinctions

### Cinéma

#### Sympathie pour le diable
- Prix Bayeux Calvados-Normandie des correspondants de guerre 2019 : Avant-première
- Festival International du Film de Saint-Jean-de-luz 2019 : Sélection officielle
  - Grand Prix
  - Prix du Jury Jeunes
  - Prix du Public
  - Prix d'interprétation masculine (Niels Schneider)
- Festival de Cinéma Jean Carmet 2019 : Sélection officielle
  - Prix du Jury du meilleur second rôle féminin (Ella Rumpf)[28]
- Waterloo Historical Film Festival 2019 : Sélection officielle
  - Prix du public
  - Prix de la critique
  - Prix d’interprétation masculine (Niels Schneider)
  - Prix d’interprétation féminine (Ella Rumpf)
- Mostra de Valencia 2019 : Sélection officielle
- Arras Film Festival 2019 : Sélection officielle
- Sao Paulo International Film Festival 2019 : Sélection officielle
- Rencontres du cinéma francophone en Beaujolais 2019 : Sélection officielle
- Festival Cinémania 2019 : Sélection officielle

#### Le Retour Triptyque
- Festival international du court métrage de Clermont-Ferrand 2013
- Cinema on the Bayou Film Festival 2013
- Ozu Film Festival (it) 2013
- Festival de cinéma de la ville de Québec 2013
- Festival Cinémania 2013
- Festival international du cinéma francophone en Acadie 2013

#### Rut
- Manifestation internationale Vidéo et Art technologique de Montréal 1997[réf. nécessaire]

### Design
- Institut de design de Montréal 2000 : lauréat design d’intérieur[réf. nécessaire]